# Matthias Jabs
Matthias Jabs (Hannover, Alemania Occidental, 25 de octubre de 1955) es un músico, compositor y empresario alemán, conocido mayormente por ser guitarrista líder de la banda de hard rock y heavy metal Scorpions desde 1978 hasta la actualidad. Inició su carrera profesional en 1975 en Fargo, luego pasó a la banda de rock melódico Lady y en 1978 ingresó a su banda actual en reemplazo de Uli Jon Roth. Después de Rudolf Schenker, Jabs es el guitarrista que más tiempo ha permanecido en el grupo alemán, además ha colaborado en todos los álbumes desde Lovedrive de 1979 como guitarrista líder y compositor. Por otro lado, en 2007 abrió su tienda MJ Guitars en Múnich, que se especializa en venta y reparación de guitarras, bajos y otros instrumentos de cuerda, como también en la comercialización de otros equipos y accesorios asociados.

## Biografía

### Primeros años
Matthias Jabs nació el 25 de octubre de 1955 en Hannover, en la aquel entonces Alemania Occidental. A los diez años de edad se involucró en el mundo del rock cuando escuchó la versión de «All Along the Watchtower» de Jimi Hendrix: «A día de hoy sigue siendo el tema que más me pone los pelos de punta, y sin duda fue el que me hizo querer tocar la guitarra eléctrica». Al poco tiempo comenzó a tocar la guitarra y en 1975 se unió a Fargo, en la que se mantuvo hasta finales de 1976 cuando fue contratado por la banda de rock melódico Lady, en reemplazo de su guitarrista líder Hanno Grossmann.

### Ingreso a Scorpions y la grabación deLovedrive
En 1978, el guitarrista Uli Jon Roth renunció a Scorpions por diferencias musicales con el resto de los integrantes, obligando a la banda a buscar un nuevo músico. En primera instancia pusieron un anuncio en la revista Melody Maker de Londres, cuya recepción fue bastante positiva ya que llegaron 140 aspirantes, pero la banda no optó por ninguno de ellos. Al rechazar todas las opciones, el bajista Francis Buchholz propuso a Matthias que lo conocía desde la escuela cuando el bajista lo ayudó con las matemáticas y que por ese entonces se desempeñaba en Lady. Según Buchholz, el resto del grupo quería contratar algún músico de los Estados Unidos o de Inglaterra, pero decidieron probar suerte con Matthias,
siendo Rudolf Schenker el encargado de llamarlo para coordinar una audición.
Al final, su entrada a la banda ocurrió a mediados de 1978 justo cuando se estaba preparando las grabaciones de Lovedrive. Por aquel mismo tiempo, Michael Schenker había renunciado a UFO y se integró a las grabaciones del álbum, participando como guitarrista líder en las canciones «Another Piece of Meat», la instrumental «Coast to Coast» y la canción que da el título al disco, «Lovedrive». Para promocionar el álbum, la banda se embarcó en la gira Lovedrive Tour, que contó con Michael como guitarrista líder durante las primeras presentaciones por Europa, hasta que después del show en Londres el 20 de mayo de 1979, el menor de los Schenker optó por renunciar a la banda, afirmando que no se sentía cómodo tocando canciones de otros. Para suplantarlo llamaron a Matthias, que en tan solo diez días tuvo que aprenderse todas las canciones de la gira antes de la presentación en Nagoya (Japón) dada el 3 de junio.

### Carrera con Scorpions
Desde su entrada a Scorpions, Matthias ha participado como guitarrista líder en todos los álbumes de estudio y en vivo de la agrupación desde Lovedrive de 1979. A pesar de que su estilo era muy diferente al de Uli Jon Roth, encajó perfectamente con el nuevo sonido que buscaba la banda, el cual era alejarse de los toques psicodélicos de sus producciones anteriores y orientarse de lleno al heavy metal. Una de las cualidades que aportó Matthias a este nuevo sonido fue el uso del talk box en varias canciones como «Media Overkill», «Money and Fame», «No Pain No Gain», «To Be No. 1», «Cause I Love You», «Can You Feel It», «Raised on Rock», «Slave Me» y sobre todo en «The Zoo». Además de guitarrista, en ciertas ocasiones ha participado en la composición de algunos temas como por ejemplo «Don't Make No Promises (Your Body Can't Keep)», «Money and Fame», «Tease Me Please Me», «Nightmare Avenue», «Mysterious» y «Deep and Dark», aunque su mayor contribución en este aspecto fue en el álbum Humanity: Hour I (2007).

## Guitarras y equipos

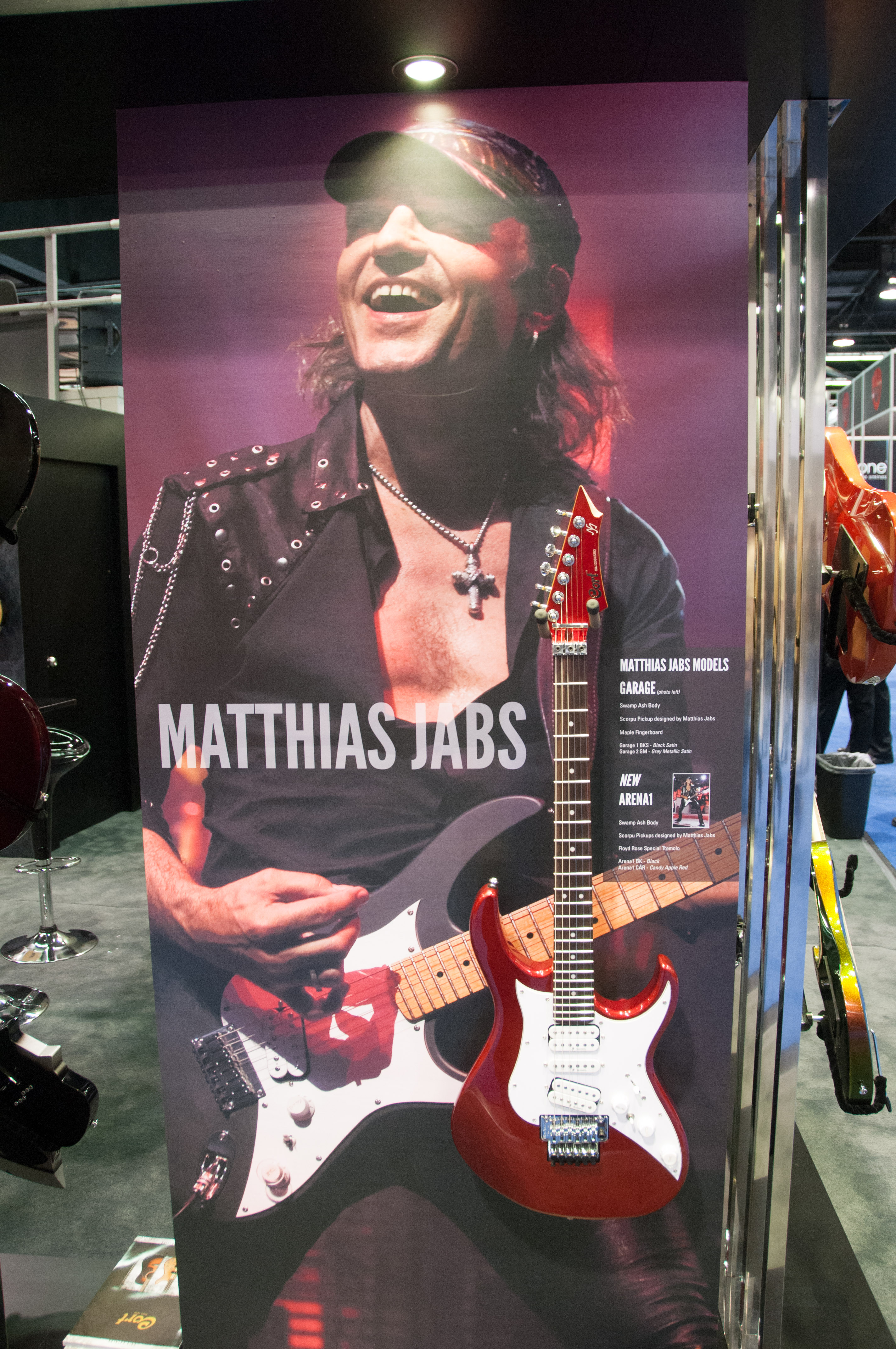
La Cort Arena 1, es una de las tantas series de guitarras fabricadas para él, creada con base en una Fender Stratocaster por la empresa surcoreana Cort Guitars.

Matthias Jabs es conocido como uno de los guitarristas que trabajan directamente con los fabricantes de dicho instrumento, ya sea como diseñador o como empresario, por lo cual ha tocado una infinidad de guitarras a lo largo de su carrera. Durante los años 1980 usó principalmente guitarras de la empresa Fender, entre las que destaca una Fender Stratocaster 1963-64 negra bautizada como «Trouble Guitar», a la que le añadió un trémolo Floyd Rose y pastillas Bill Lawrence L90, y que sirvió para grabar la gran mayoría de las canciones que necesitaban un trémolo como «Blackout», y una Stratocaster con pastillas humbucker. Incluso la fábrica estadounidense le creó una Stratocaster especial llamada Jabocaster. Otra de sus manufactureras favoritas por ese tiempo fue Gibson, que por exigencia de él fabricó la Explorer 90, que solo cuenta con el 90% del tamaño de la Gibson Explorer original. A finales de la década de 1980 ayudó a la alemana Duesenberg Guitars a desarrollar el primer trémolo de ajuste fino del mundo llamado Rockfinger Trem, que al poco tiempo fue presentado por Kramer Guitars en el mercado estadounidense como The EVH Tremolo. Desde algunos años, al igual que el resto de Scorpions, emplea varios instrumentos de la empresa alemana Dommenget, que junto a él diseñaron una firma completa de guitarras con especificaciones exclusivas denominada Mastercaster, cuyo nombre e idea es continuar con la antigua Jabocaster.
Además de las guitarras eléctricas, Matthias utiliza guitarras acústicas de seis y doce cuerdas de la manufacturera Ovation para los conciertos y grabaciones en unplugged. Sus guitarras son equipadas con pastillas Seymour Duncan, cuerdas D'Addario y plectros Dunlop. Por otro lado, utiliza amplificadores de varias marcas, como por ejemplo Hiwatt, Wizard, ENGL, Fender Prosonic, Soldano y Kitty Hawk, aunque sus favoritas son Marshall JCM800 modelo 2210 y Marshall JVM205C 50-watt de la empresa Marshall Amplification. Matthias es también conocido por sustituir el logotipo de sus amplificadores Marshall por su nombre, usando el mismo estilo de escritura que la empresa inglesa.

## Discografía con Scorpions
| Álbumes de estudio - 1979: Lovedrive - 1980: Animal Magnetism - 1982: Blackout - 1984: Love at First Sting - 1988: Savage Amusement - 1990: Crazy World - 1993: Face the Heat - 1996: Pure Instinct - 1999: Eye II Eye - 2000: Moment of Glory - 2004: Unbreakable - 2007: Humanity Hour 1 - 2010: Sting in the Tail - 2015: Return to Forever - 2022: Rock Believer | Álbumes en directo - 1985: World Wide Live - 1995: Live Bites - 2001: Acoustica - 2011: Live 2011: Get Your Sting and Blackout - 2013: MTV Unplugged - Live in Athens |